# 2029 en astronautique
Chronologie de l'astronautique
- 2025
- 2026
- 2027
- 2028
- 2029
- 2030
- 2031
- 2032
- 2033

Cette page présente la chronologie des événements qui se sont produits ou sont prévus durant l'année 2029 dans le domaine de l'astronautique. 

## L'agenda 2029 (prévisions)

### Sondes interplanétaires
- Lancement de la sonde spatiale DAVINCI+ de la NASA qui doit larguer une sonde dans l'atmosphère de la planète Vénus.
- Lancement de la sonde spatiale européenne Comet Interceptor qui doit survoler une comète.

## Chronologie

### Janvier
| Date | Lanceur | Base de lancement | Orbite | Charge utile | Notes |
|      |         |                   |        |              |       |

### Février
| Date | Lanceur | Base de lancement | Orbite | Charge utile | Notes |
|      |         |                   |        |              |       |

### Mars
| Date | Lanceur | Base de lancement | Orbite | Charge utile | Notes |
|      |         |                   |        |              |       |

### Avril
| Date | Lanceur | Base de lancement | Orbite | Charge utile | Notes |
|      |         |                   |        |              |       |

### Mai
| Date | Lanceur | Base de lancement | Orbite | Charge utile | Notes |
|      |         |                   |        |              |       |

### Juin
| Date | Lanceur | Base de lancement | Orbite | Charge utile | Notes |
|      |         |                   |        |              |       |

### Juillet
| Date | Lanceur | Base de lancement | Orbite | Charge utile | Notes |
|      |         |                   |        |              |       |

### Août
| Date | Lanceur | Base de lancement | Orbite | Charge utile | Notes |
|      |         |                   |        |              |       |

### Septembre
| Date | Lanceur | Base de lancement | Orbite | Charge utile | Notes |
|      |         |                   |        |              |       |

### Octobre
| Date | Lanceur | Base de lancement | Orbite | Charge utile | Notes |
|      |         |                   |        |              |       |

### Novembre
| Date | Lanceur | Base de lancement | Orbite | Charge utile | Notes |
|      |         |                   |        |              |       |

### Décembre
| Date | Lanceur | Base de lancement | Orbite | Charge utile | Notes |
|      |         |                   |        |              |       |

### À définir
| Date | Lanceur | Base de lancement | Orbite | Charge utile | Notes |
|      |         |                   |        |              |       |

## Synthèse des vols orbitaux

### Par pays
Nombre de lancements par pays ayant construit le lanceur. Le pays retenu n'est pas celui qui gère la base de lancement (Kourou pour certains Soyouz, Baïkonour pour Zenit), ni le pays de la société de commercialisation (Allemagne pour Rokot, ESA pour certains Soyouz) ni le pays dans lequel est implanté la base de lancement (Kazakhstan pour Baïkonour). Chaque lancement est compté une seule fois quel que soit le nombre de charges utiles emportées. 
Ce tableau ne sera mis à jour qu'une fois l'année en cours terminée.
| Pays          | Lancements | Succès | Échecs | Échecs partiels | Remarques |
| ------------- | ---------- | ------ | ------ | --------------- | --------- |
| Chine         | 0          | 0      | 0      | 0               |           |
| Corée du Nord | 0          | 0      | 0      | 0               |           |
| Corée du Sud  | 0          | 0      | 0      | 0               |           |
| États-Unis    | 0          | 0      | 0      | 0               |           |
| Europe        | 0          | 0      | 0      | 0               |           |
| Inde          | 0          | 0      | 0      | 0               |           |
| International | 0          | 0      | 0      | 0               |           |
| Iran          | 0          | 0      | 0      | 0               |           |
| Japon         | 0          | 0      | 0      | 0               |           |
| Russie/CEI    | 0          | 0      | 0      | 0               |           |

### Par lanceur
Ce tableau ne sera mis à jour qu'une fois l'année en cours terminée.
Nombre de lancements par famille de lanceur. Chaque lancement est compté une seule fois quel que soit le nombre de charges utiles emportées. 
| Lanceur                   | Pays             | Lancements | Succès | Échecs | Échecs partiels | Remarques |
| ------------------------- | ---------------- | ---------- | ------ | ------ | --------------- | --------- |
| Angara                    | Russie           | 1          | 0      | 0      | 1               |           |
| Antares                   | États-Unis       | 2          | 2      | 0      | 0               |           |
| Ariane 5ECA               | Europe           | 3          | 3      | 0      | 0               |           |
| Atlas V                   | États-Unis       | 0          | 0      | 0      | 0               |           |
| Ceres-1                   | Chine            | 0          | 0      | 0      | 0               |           |
| Delta II                  | États-Unis       | 0          | 0      | 0      | 0               |           |
| Delta IV                  | États-Unis       | 0          | 0      | 0      | 0               |           |
| Dnepr-1                   | Ukraine          | 0          | 0      | 0      | 0               |           |
| Epsilon                   | Nouvelle-Zélande | 0          | 0      | 0      | 0               |           |
| Falcon 9                  | États-Unis       | 0          | 0      | 0      | 0               |           |
| Falcon Heavy              | États-Unis       | 0          | 0      | 0      | 0               |           |
| Firefly Alpha             | États-Unis       | 0          | 0      | 0      | 0               |           |
| GSLV                      | Inde             | 0          | 0      | 0      | 0               |           |
| H-IIA                     | Japon            | 0          | 0      | 0      | 0               |           |
| H-IIB                     | Japon            | 0          | 0      | 0      | 0               |           |
| Hyperbola-1               | Chine            | 0          | 0      | 0      | 0               |           |
| KSLV-2                    | Corée du Sud     | 0          | 0      | 0      | 0               |           |
| LauncherOne               | États-Unis       | 0          | 0      | 0      | 0               |           |
| Longue Marche 2           | Chine            | 0          | 0      | 0      | 0               |           |
| Longue Marche 3           | Chine            | 0          | 0      | 0      | 0               |           |
| Longue Marche 4           | Chine            | 0          | 0      | 0      | 0               |           |
| Longue Marche 5           | Chine            | 0          | 0      | 0      | 0               |           |
| Longue Marche 6           | Chine            | 0          | 0      | 0      | 0               |           |
| Longue Marche 7           | Chine            | 0          | 0      | 0      | 0               |           |
| Longue Marche 11          | Chine            | 0          | 0      | 0      | 0               |           |
| Minotaur I                | États-Unis       | 0          | 0      | 0      | 0               |           |
| Proton                    | Russie           | 0          | 0      | 0      | 0               |           |
| PSLV                      | Inde             | 0          | 0      | 0      | 0               |           |
| Rocket                    | États-Unis       | 0          | 0      | 0      | 0               |           |
| Rokot                     | Russie           | 0          | 0      | 0      | 0               |           |
| Safir                     | Iran             | 0          | 0      | 0      | 0               |           |
| Soyouz                    | Russie           | 0          | 0      | 0      | 0               |           |
| UR-100N (Strela ou Rokot) | Russie           | 0          | 0      | 0      | 0               |           |
| Taurus                    | États-Unis       | 0          | 0      | 0      | 0               |           |
| Unha                      | Corée du Nord    | 0          | 0      | 0      | 0               |           |
| Vega                      | Europe           | 0          | 0      | 0      | 0               |           |
| Zenit                     | Ukraine          | 0          | 0      | 0      | 0               |           |

### Par base de lancement
Nombre de lancements par base de lancement utilisée. Chaque lancement est compté une seule fois quel que soit le nombre de charges utiles emportées. 
| Site          | Pays       | Lancements | Succès | Echecs | Echecs partiels | Remarques |
| ------------- | ---------- | ---------- | ------ | ------ | --------------- | --------- |
| Baïkonour     | Kazakhstan |            |        |        |                 |           |
| Cap Canaveral | États-Unis |            |        |        |                 |           |
| Dombarovski   | Russie     |            |        |        |                 |           |
| Jiuquan       | Chine      |            |        |        |                 |           |
| Kennedy       | États-Unis |            |        |        |                 |           |
| Kourou        | France     |            |        |        |                 |           |
| Plessetsk     | Russie     |            |        |        |                 |           |
| Satish Dhawan | Inde       |            |        |        |                 |           |
| Taiyuan       | Chine      |            |        |        |                 |           |
| Tanegashima   | Japon      |            |        |        |                 |           |
| Vandenberg    | États-Unis |            |        |        |                 |           |
| Vostotchny    | Russie     |            |        |        |                 |           |
| Wenchang      | Chine      |            |        |        |                 |           |
| Xichang       | Chine      |            |        |        |                 |           |

### Par type d'orbite
Ce tableau ne sera mis à jour qu'une fois l'année en cours terminée.
Nombre de lancements par type d'orbite visée. Chaque lancement est compté une seule fois quel que soit le nombre de charges utiles emportées. 
| Orbite                 | Lancements | Succès | Échecs | Atteints par accident |
| ---------------------- | ---------- | ------ | ------ | --------------------- |
| Basse                  |            |        |        |                       |
| Moyenne                |            |        |        |                       |
| Géosynchrone/transfert |            |        |        |                       |
| Héliocentrique         |            |        |        |                       |

## Survols et contacts planétaires
| Date (U.T.C.) | Sonde spatiale | Événement | Remarque |
| ------------- | -------------- | --------- | -------- |
|               |                |           |          |